# Běloruská hymna
Hymna Běloruska je píseň My, Belarusy (bělorusky Мы, беларусы, rusky Мы, белорусы, česky My, Bělorusové). Jedná se o neoficiální název, podle běloruských právních předpisů se hymna správně nazývá „Státní hymna Běloruské republiky“.
Hymna byla původně přijata již v roce 1955 pro Běloruskou SSR, hudbu složil Nescer Sakalovski, autorem slov byl Maxim Klimkovič. Se zánikem Sovětského svazu se přestala používat slova, která odkazovala na bratrství s ruským národem a provolávala slávu komunistické straně. V průběhu devadesátých let se objevovala snaha o nalezení nové hymny. Nakonec byla původní hymna zachována, ačkoliv samotný text doznal určitých změn. Hymnu s upraveným textem schválil prezident Alexander Lukašenko dekretem 2. července 2002. Poprvé byla hymna hrána u příležitosti Dne nezávislosti.

## Text hymny
| Originální text | Transkripce | Volný český překlad |
| --- | --- | --- |
| Мы, беларусы – мірныя людзі, Сэрцам адданыя роднай зямлі, Шчыра сябруем, сілы гартуем Мы ў працавітай, вольнай сям'і. Прыпеў: Слаўся, зямлі нашай светлае імя, Слаўся, народаў братэрскі саюз! Наша любімая маці-Радзіма, Вечна жыві і квітней, Беларусь! Разам з братамі мужна вякамі Мы баранілі родны парог, У бітвах за волю, бітвах за долю Свой здабывалі сцяг перамог! Прыпеў Дружба народаў – сіла народаў – Наш запаветны, сонечны шлях. Горда ж узвіся ў ясныя высі, Сцяг пераможны – радасці сцяг! Прыпеў | My, Bělarusy – mirnyja ljudzi, Sercam addanyja rodnaj zjamli. Ščyra sjabrujem, sily hartujem My ŭ pracavitaj, volnaj sjamji! Refrén: Slaŭsja, zjamli našaj světlaje imja, Slaŭsja, narodaŭ braterski sajuz! Naša lubimaja maci-Radzima, Večna žyvi i kvitněj, Bělarus! Razam z bratami mužna vjakami My baranili rodny paroh, Ŭ bitvach za volju, bitvach za dolju Svoj zdabyvali scjah peramoh! Refrén Družba narodaŭ – sila narodaŭ – Naš zapavětny, soněčny šljach. Horda ž uzvisia ŭ jasnyja vysi, Scjah peramožny – radaści scjah! Refrén | My, Bělorusové – pokojní lidé, celými srdci oddaní své rodné zemi, přátelství udržujeme, sílu získáváme v pracovité, svobodné rodině. Refrén: Sláva požehnanému jménu naší země, sláva bratrskému svazku národů! Naše milující matka-vlast, věčně živé, prosperující Bělorusko! Spolu s bratry statečnými věky my bránili rodný práh, v bitvách za svobodu, v bitvách za osud, získali jsme náš prapor vítězství. Refrén Přátelství národů – síla národů – naše úctyhodná, slunečná cesta. Vznáší se pyšně do zářivých výšin, prapor vítězství – prapor radosti. Refrén |